# قنومة طويلة الخطم
قنومة طويلة الخطم (الاسم العلمي: Mormyrus longirostris) (بالإنجليزية: Eastern bottlenose mormyrid)‏ هي نوع من الأسماك تتبع جنس القنومة من فصيلة الأسماك القنومية.